# Swertia arisanensis
Swertia arisanensis là một loài thực vật có hoa trong họ Long đởm. Loài này được Hayata miêu tả khoa học đầu tiên năm 1911.